# الظاهرة التحتانية
الظاهرة التحتانية قرية سوريّة تتبع إداريّاً لمحافظة حلب منطقة عفرين ناحية معبطلي، بلغ تعداد سكانها 178 نسمة حسب التعداد السكاني لعام 2004.